# Constantin III (usurpateur romain)
Pour les articles homonymes, voir Constantin III.
Constantin III (Flavius Claudius Constantinus) est un usurpateur romain du début du Ve siècle, proclamé en Bretagne et installé en Gaule jusqu'en 411.

## Biographie

### Contexte
Attaqué de toutes parts, l'Empire romain d'Occident aux abois envisage de rapatrier les légions encore stationnées aux frontières les plus excentrées pour mieux concentrer ses ultimes efforts militaires sur la défense de l'Italie. Considérant qu'ils n'ont plus rien de bon à attendre de Rome, les soldats de Bretagne ont proclamé leurs propres empereurs, estimant qu'ils pourraient mieux prendre en compte leurs intérêts et assurer la défense de l'île plus efficacement. 

### Accession au pouvoir
En 406, deux usurpateurs, Marcus et Gratien,  sont proclamés et aussitôt assassinés par l’armée de Bretagne . D'après les trésors monétaires enfouis en Bretagne et les indications de l'historien Zosime, Constantin est proclamé dans cette province par ses troupes  à la fin de l'année 406. 
Pour défendre la Gaule envahie par les Barbares, Constantin quitte la Bretagne avec toutes ses troupes, laissant celle-ci sans défense, et s’établit à Trèves.

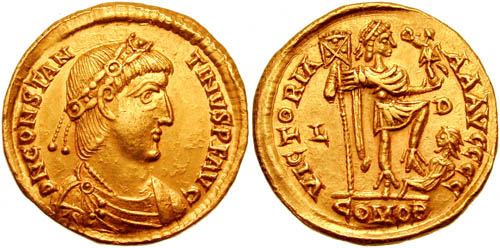
Soludus émis à Lyon vers 407-408.

Ses premières monnaies frappées à Lyon au revers de la légende VICTORIAAAAUGGGG affichent par la mention AUGGGG avec quatre G son intention de régner associé aux trois empereurs légitimes Arcadius, Honorius et Théodose II. Après 408 (et la mort d'Arcadius), ses monnaies sont émise par les ateliers de Trèves, Lyon et Arles, avec la légende VICTORIAAAUGGG, les trois G exprimant sa volonté d'être associé à Honorius et Théodose II.
En 408, il déplace la capitale des Gaules de Trèves à Arles et charge le chef franc Edobich de garder le Rhin. Après avoir, lors du siège de Vienne, résisté à Sarus envoyé par Stilicon pour réprimer sa rébellion, il étend son autorité sur l’Hispanie en y envoyant son fils Constant avec le titre de César. Fin 409, il ne peut cependant arrêter l’invasion des Vandales, des Alains et des Suèves qui s’installent en Hispanie.

### Déclin, trahisons et mort
En 410, Constantin, accompagné de Constant, se rend en Italie pour secourir Rome des invasions barbares et y asseoir son autorité car le craintif empereur légitime Flavius Honorius le reconnaît comme co-empereur. Mais pendant ce temps, son général Gerontius, qui gouverne l’Hispanie en son absence, proclame co-empereur Maxime à Tarragone.
Gerontius bat l’armée de Constant devant Vienne, capture et exécute celui-ci. Constantin III se réfugie à Arles et demande des secours à Edobich, mais ce dernier est battu et tué par l'armée du magister militum Constantius (futur Constance III), fidèle à Flavius Honorius.
Gerontius s’apprête à mettre le siège devant Arles lorsque l’armée impériale dirigée par Constantius survient. Gerontius prend la fuite et Constantin III, après avoir négocié la reddition d'Arles contre une retraite sûre, est néanmoins emprisonné et exécuté en août ou septembre 411. Il s'était fait prêtre avant sa capture.